# Kızılağaç, Muş
Kızılağaç là một thị trấn thuộc thành phố Muş, tỉnh Muş, Thổ Nhĩ Kỳ. Dân số thời điểm năm 2011 là 3.003 người.